# Шагиртаев, Имамзада Куанышбаевич
Имамзада Куанышбаевич Шагиртаев (каз. Имамзада Қуанышбайұлы Шағыртаев; 20 августа 1969; Джалагашский район, Кзыл-Ординская область, КазССР) — казахстанский хозяйственный деятель, рисовод, директор ТОО «Таң ЛТД», Кызылординская область. Герой Труда Казахстана (2023).

## Биография
Родился 25 августа 1969 года в селе Тан Жалагашского района Кызылординской области.
В 1986 году окончил среднюю школу № 118 в селе Тан.
В 1986 году поступил в филиал Жамбылского гидромелиоративного строительного института.
В 1987 — 1989 годах служил в рядах Советской Армии.
В 1993 году окончил Жамбылский гидромелиоративно-строительный институт по специальности «Инженер-механик».
Трудовую деятельность начал в 1993 году механиком совхоза Тан. 
С 1994 по 1998 — инженер-механик Жалагашской районной ассоциации «Асар»;
С 1998 по 2003 — аким сельского округа «Тан»;
С 2003 года работает директором ТОО  «Тан ЛТД».
Депутат Кызылординского областного маслихата VI-VII созывов.

## Награды
- 2023 (23 октября) — Звание «Қазақстанның Еңбек Ері» (Герой Труда Казахстана) с вручением знака особого отличия Золотой звезды (Алтын жұлдыз) и ордена «Отан» — за выдающиеся заслуги в производственной деятельности.;[2][3]
- Указом Президента РК награждён орденом «Курмет» (2021) и медалью «Ерен еңбегі үшін» (За трудовое отличие);
- Награждён государственными юбилейными медалями Республики Казахстан.
- Почётный гражданин Кызылординской области (2022) и Жалагашского района.[4]